# Черч Појнт (Луизијана)
Черч Појнт (енгл. Church Point) град је у америчкој савезној држави Луизијана.

## Демографија
По попису из 2010. године број становника је 4.560, што је 196 (-4,1%) становника мање него 2000. године.
| Група             | 2000.         | 2010.         |
| Белци             | 3.159 (66,4%) | 2.735 (60,0%) |
| Афроамериканци    | 1.500 (31,5%) | 1.647 (36,1%) |
| Азијати           | 7 (0,1%)      | 5 (0,1%)      |
| Хиспаноамериканци | 75 (1,6%)     | 94 (2,1%)     |
| Укупно            | 4.756         | 4.560         |